# Badische Landesbibliothek
Die Badische Landesbibliothek (BLB) ist eine große wissenschaftliche Universalbibliothek mit Sitz in Karlsruhe. Zusammen mit der Württembergischen Landesbibliothek (WLB) in Stuttgart ist sie die Regionalbibliothek für Baden-Württemberg, wobei die BLB speziell für die Regierungsbezirke Freiburg und Karlsruhe zuständig ist. Zusammen mit der WLB nimmt sie das Pflichtexemplarrecht für Baden-Württemberg wahr und ist damit auch Archivbibliothek.
Ihr Bestand beläuft sich auf ca. 2,9 Millionen Medien aus allen Fachgebieten (Stand: 2023) zuzüglich eines umfangreichen Angebots digitaler Medien. In ihren Sammlungen verfügt sie über einen großen Bestand an mittelalterlichen Handschriften, Musikalien, Autographen, Nachlässen, Inkunabeln, alten Drucken und historischen Karten. Zudem beherbergt die Badische Landesbibliothek auch moderne Sammlungen, insbesondere zur Regionalgeschichte und zu allen Themen rund um Baden-Württemberg und das Oberrheingebiet. Zu den zentralen regionalen Aufgaben der Badischen Landesbibliothek gehört die Sammlung, Erschließung und Bereitstellung der Publikationen aus und über Baden.

## Profil
Die Badische Landesbibliothek ist eine für jedermann zugängliche Institution der Informationsinfrastruktur für die Bildung und Wissenschaft in Baden-Württemberg. Als nichtselbstständige Anstalt des öffentlichen Rechts untersteht sie der Dienst- und Fachaufsicht des Ministeriums für Wissenschaft, Forschung und Kunst Baden-Württemberg.
Die Badische Landesbibliothek gewährleistet die Informationsversorgung für die Bibliotheksbenutzer und stellt dabei ihre Bestände und Dienstleistungen regional und überregional zur Verfügung. Mit ihrer Arbeit unterstützt die Badische Landesbibliothek Schulen, Hochschulen und Forschungseinrichtungen sowie Behörden, Organisationen und Wirtschaftsunternehmen der Region und bietet mit 500 Arbeitsplätzen für verschiedene Arbeits- und Lernbedürfnisse in verschiedenen Bereichen des Gebäudes als Lehr- und Lernzentrum eine vielgenutzte Lernumgebung. Mit der Lernwerkstatt verfügt die BLB seit 2023 über eine flexibel möblierte Lernlandschaft und bietet in diesem Rahmen ein umfangreiches Veranstaltungsprogramm mit externen Kooperationspartnern an.
Hervorgegangen ist die Badische Landesbibliothek aus der Büchersammlung der badischen Markgrafen und Großherzöge. Sie besitzt einen umfangreichen Bestand an Handschriften, Musikalien, Autographen und Nachlässen, Inkunabeln, alten Drucken und historischen Karten. Mit der Pflege dieser Sammlungen trägt sie zur Erhaltung der kulturellen Überlieferung der Region bei. Sie hält dieses europäische Kulturerbe durch aktive Vermittlung im öffentlichen Bewusstsein und stellt es der interessierten Öffentlichkeit weltweit in ihren Digitalen Sammlungen über das Internet zur Verfügung.
Zu den wichtigsten regionalen Aufgaben der Badischen Landesbibliothek gehören sowohl die wissenschaftliche Literaturversorgung der badischen Bevölkerung als auch die Sammlung, Erschließung und Bereitstellung von Publikationen aus und über Baden, die das Land Baden-Württemberg als wichtigen Teil seiner kulturellen Überlieferung langfristig erhalten will. Dabei dokumentiert die Badische Landesbibliothek mit ihrem auf das Pflichtexemplargesetz gestützten Sammelauftrag und ihrem auf Vollständigkeit angelegten Bestand an gedruckten und elektronischen Publikationen aus und über Baden die Entwicklung Badens. Gemeinsam erstellen und veröffentlichen die Badische Landesbibliothek und die Württembergische Landesbibliothek die Landesbibliographie Baden-Württemberg. Ergänzt wird dieser Service durch RegionaliaOpen. In diesem Open-Access-Publikationsserver werden zahlreiche landeskundliche Zeitschriften digital bereitgestellt. Zusätzlich bietet er Autorinnen und Autoren die Möglichkeit ihre landeskundlichen Publikationen digital zu veröffentlichen. Im Baden-Württembergischen Online-Archiv werden darüber hinaus Internetseiten mit Bezug auf Baden-Württemberg online archiviert.
Neben den bibliothekarischen Aufgaben leistet die Badische Landesbibliothek durch Ausstellungen, Veranstaltungen, Seminare und Mitwirkung in Bildungsprogrammen eine umfangreiche Arbeit als Kultureinrichtung in der Region. Dabei vermittelt die BLB mit ihrem Kulturprogramm ihren umfangreichen Bestand an Handschriften, Musikalien, Autographen und Nachlässen, Inkunabeln, alten Drucken und historischen Karten der Öffentlichkeit.
Mit der Badischen Bibliotheksgesellschaft e. V. fördert ein gemeinnütziger Verein „den Ausbau, die volksbildnerischen Aufgaben und die wissenschaftlichen Zwecke der Badischen Landesbibliothek“, u. a. mit der finanziellen Unterstützung bei Ankäufen von wertvollen Handschriften und Drucken.

## Geschichte

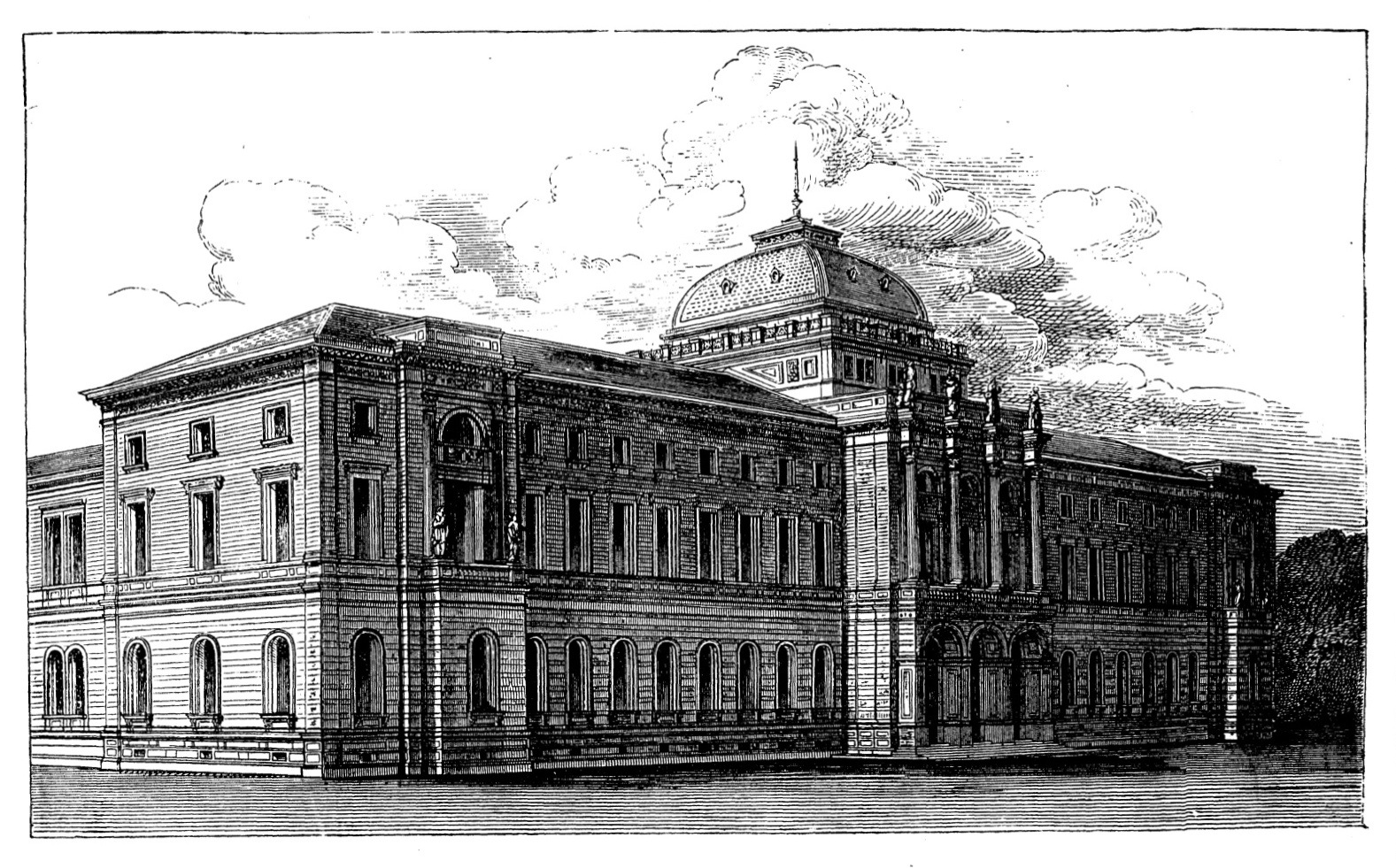
Großherzogliche Hof- und Landesbibliothek, Sammlungsgebäude am Friedrichsplatz, 1875

Die rund 500-jährige Geschichte der Badischen Landesbibliothek ist eng mit der Geschichte der Markgrafen und Großherzöge von Baden und der Kulturgeschichte am Oberrhein verbunden. Wie viele andere deutsche Landesbibliotheken geht auch die Badische Landesbibliothek auf eine adelige Büchersammlung zurück, die von den Markgrafen von Baden angelegt und kontinuierlich erweitert wurde. Mit den verschiedenen Residenzen der Landesherren wechselten die Bücher mehrfach ihren Aufbewahrungsort, bis sie im neu errichteten Schloss in Karlsruhe 1765 zusammengeführt wurden. In einem für Bibliothekszwecke entworfenen Neubau am Friedrichsplatz war die Büchersammlung seit dem letzten Viertel des 19. Jahrhunderts für die allgemeine Öffentlichkeit zugänglich und ging schließlich mit dem Ende der Monarchie in staatliche Hände über. Heute ist die Badische Landesbibliothek eine Einrichtung des Bundeslandes Baden-Württemberg.

### Chronik ab 1500

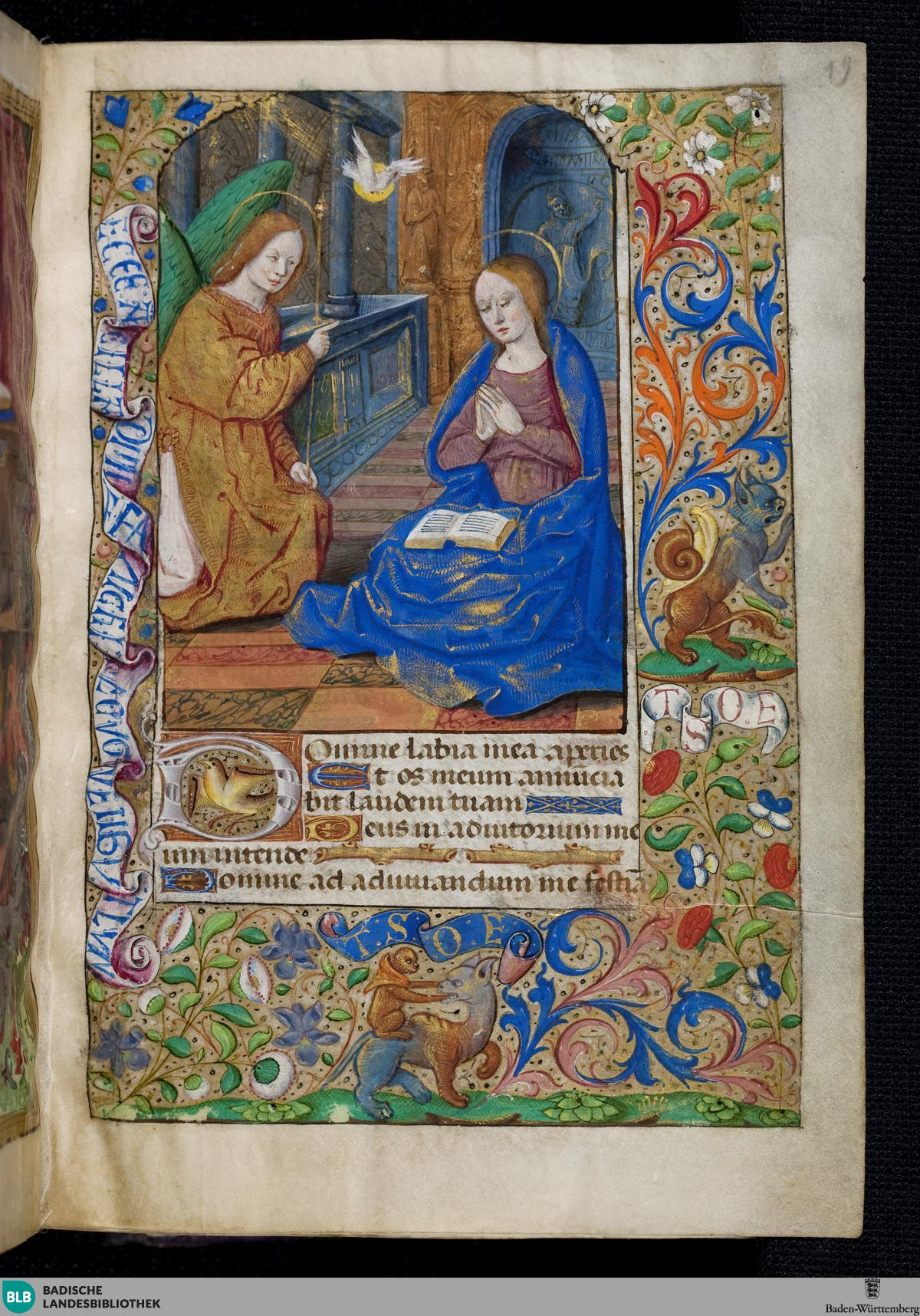
Stundenbuch des Markgrafen Christoph I. von Baden, Durlach 1, 1488

Die Badische Landesbibliothek geht auf die Büchersammlung des Markgrafen Christoph I. von Baden (1453–1527) zurück, die er um das Jahr 1500 in seiner damaligen Residenz in Pforzheim anlegte. Ein exaktes Gründungsdatum lässt sich nicht benennen. Sein vermutlich um 1490 in Paris entstandenes Gebetbuch gilt heute als das älteste Zeugnis markgräflichen Buchbesitzes. Der aus Pforzheim gebürtige Humanist Johannes Reuchlin (1455–1522) vermachte seine bedeutende Gelehrtenbibliothek mit seltenen hebräischen und griechischen Handschriften dem Chorherrenstift in Pforzheim. Seit 1523 war sie zusammen mit der Büchersammlung der badischen Markgrafen in der Stifts- und Schlosskirche St. Michael in Pforzheim aufgestellt.
Mit der 1535 vollzogenen Teilung der badischen Herrschaft wurden auch die Bücher zwischen Pforzheim und Baden-Baden aufgeteilt. Da Markgraf Karl II. (1529–1577) seine Residenz 1565 von Pforzheim nach Durlach verlegte, fanden seine Bücher in der dortigen Karlsburg einen neuen Aufbewahrungsort. Als in den folgenden Jahrhunderten das Oberrheingebiet zum Schauplatz von Kriegen wurde, mussten beide Büchersammlungen mehrmals außerhalb des Landes in Sicherheit gebracht werden. Viele Werke der ehemals markgräflichen Sammlung gingen hauptsächlich im 17. Jahrhundert durch Kriegseinwirkungen oder durch Auslagerungen nach Straßburg, Basel und andere Orte verloren. Trotzdem blieben hervorragende Zeugnisse der Buchkunst daraus erhalten. Ein Teil der Bücher fiel 1689 der Zerstörung Durlachs zum Opfer.
Mit der Errichtung der Schlösser in Karlsruhe und in Rastatt entstanden neue Bibliotheksquartiere. Die ehemals Durlacher Bücher wurden in einem 1765 vollendeten Nebengebäude des Karlsruher Schlosses aufgestellt, und die ehemals Baden-Badener Bücher zogen in das Rastatter Schloss. Die bernhardische Linie starb kurz nach der Überführung der Bibliothek von Baden-Baden nach Rastatt um 1767 aus und fiel somit an die ernestinische Linie zurück. Als Baden 1771 wiedervereinigt wurde, konnten auch die Büchersammlungen in Karlsruhe zusammengeführt werden. Der gemeinsame Bestand wurde damals auf 20.000 Bände geschätzt.
Aus dem Jahr 1771 stammt die erste, von Markgraf Karl Friedrich (1728–1811) erlassene Benutzungsordnung der markgräflichen Bibliothek. Diese erlaubt den Gebrauch der Bibliothek all jenen, „die sich dem Studium der Wissenschaften und der schönen Künste widmen“.

### Säkularisation 1803
Vermehrte schon der Rastatter Bestand von rund 8.000 Bänden die Hofbibliothek umfangreich, so brachte die Säkularisation einen weiteren großen Zuwachs an Handschriften und wertvollen Drucken.
Als die badischen Klöster und die geistlichen Territorien nach dem Reichsdeputationshauptschluss 1803 aufgehoben wurden, erhielt die Hofbibliothek das Recht auf eine erste Auswahl aus den Klosterbibliotheken. Die Übernahme des säkularisierten Buchbesitzes aus fast 30 Bibliotheken zog sich bis 1822 hin. Den bereits vorhandenen Fundus an mittelalterlichen Handschriften markgräflicher Provenienz bereicherten die Codices aus klösterlichem Besitz ganz erheblich. Da diese wertvollen Bücher während des Zweiten Weltkrieges rechtzeitig an verschiedene Orte ausgelagert wurden, überstanden sie die Zerstörung der Badischen Landesbibliothek unbeschadet.
Für die ehemalige Hofbibliothek stellte dieser Neuzugang zunächst jedoch ein Platzproblem dar, so dass der Staat einen Bibliotheksneubau errichten musste. Als die Großherzogliche Hof- und Landesbibliothek 1873 in das Sammlungsgebäude am Friedrichsplatz einzog, besaß sie 122.486 Bände. Fortan entwickelte sie sich unter der Leitung von Wilhelm Brambach und seinen Nachfolgern zu einer modernen Gebrauchsbibliothek mit einer zeitgemäßen Verwaltung und verlängerten Öffnungszeiten für ein breites Publikum. 
Um ihr Buchangebot allen Einwohnern Badens zugänglich zu machen, veröffentlichte die Großherzogliche Hof- und Landesbibliothek in Karlsruhe 1876 einen gedruckten Katalog ihrer Bestände, dem sie von 1886 bis 1930 jährlich gedruckte Zugangsverzeichnisse folgen ließ. So hatten auch interessierte Nutzer außerhalb der Stadt Karlsruhe Einblick in den Bestand. 1891 wurde mit der Veröffentlichung gedruckter Handschriftenkataloge begonnen.
Mit dem Thronverzicht des letzten Großherzogs Friedrich II. von Baden 1918 erfolgte die Umbenennung von Großherzogliche Hof- und Landesbibliothek in Badische Landesbibliothek.

### Zerstörung der Bibliothek 1942

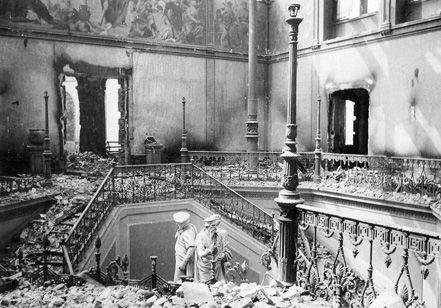
Die Badische Landesbibliothek nach der Bombardierung vom 2. auf den 3. September 1942

Am Vorabend des Zweiten Weltkrieges hatte sich der Buchbestand in der Badischen Landesbibliothek trotz der wirtschaftlich schlechten Jahre nach dem Ersten Weltkrieg nahezu verdreifacht. Anders als die Handschriften, Inkunabeln und einzelne weitere Zimelien wurden die Drucke während des Zweiten Weltkrieges jedoch nicht ausgelagert, da die Bibliothek ihren Nutzern weiterhin zur Verfügung stehen sollte.
Bei einem schweren Luftangriff auf Karlsruhe in der Nacht vom 2. auf den 3. September 1942 wurde auch das Bibliotheksgebäude bombardiert. Die Bibliothek brannte völlig aus und verlor nahezu ihren gesamten Bestand an Druckschriften, damals 367.000 Bände – darunter 6.000 Bände Drucke des 16. Jahrhunderts, 40 Bände Atlanten des 16. bis 18. Jahrhunderts, 2.000 Landkarten des 16. bis 18. Jahrhunderts, 204 Blatt alter Ansichten, 4.000 Bände historischer Musikalien, dabei auch die vom Badischen Staatstheater abgegebenen Aufführungsmaterialien und Textbücher, sowie etwa 1.000 Bände mit buchgeschichtlich oder künstlerisch wertvollen Einbänden aus großherzoglichem oder klösterlichem Besitz. 
Nur 1.274 Druckschriftenbände wurden nach der Brandnacht als noch vorhanden gezählt. Anhand alter Stempel, Einbände, Exlibris und sonstiger Kriterien konnte aber ermittelt werden, dass sich im heutigen Bestand etwa 3.000 bis 3.200 Titel (ohne Inkunabeln und Landkarten) befinden, die schon vor der Zerstörung zum Bestand gehörten. Etwa 2.700 dieser Titel entfallen auf die Zeit vor 1900, darunter alte Drucke von großenteils beträchtlichem Wert.
Auch sämtliche Verwaltungsakten und Akzessionsjournale wurden am 3. September 1942 vernichtet. Lediglich der Dienstkatalog der Bibliothekare blieb in einem Luftschutzkeller verschont. Mit 300.353 Titelkarten weist dieser den bis zur Zerstörung vorhandenen Bestand nach (siehe auch Historischer Katalog); als historische Quelle wurde er 2011 digital verfügbar gemacht.

### Wiederaufbau
Im Anschluss an die Zerstörung musste die Badische Landesbibliothek sich in anderen Gebäuden notdürftig einrichten, bis auch diese Häuser von Bomben getroffen wurden. Schließlich wurden die Kellerräume des ehemaligen Sammlungsgebäudes am Friedrichsplatz zum letzten Unterschlupf. Nach Wiederaufnahme eines provisorischen Benutzungsbetriebes im Komplex des Generallandesarchivs konnte die Badische Landesbibliothek Ende 1964 einen Neubau im Nymphengarten beziehen, der 1991 durch den zweiten Neubau in der Erbprinzenstraße abgelöst wurde.
Mit dem Wiederaufbau des Bibliotheksbestandes hatte man bereits während des Zweiten Weltkrieges begonnen. Dank einer Welle der Hilfsbereitschaft aus der Bevölkerung gab es eine große Zahl von Schenkungen. Auch staatliche und kommunale Institutionen steuerten vieles bei, darunter Dubletten kostbarer Frühdrucke.
Den Totalverlust zu beheben, konnte kein Ziel des Wiederaufbaus sein. Der Schwerpunkt der Beschaffung lag dem landesbibliothekarischen Auftrag gemäß auf der regionalen Literatur und auf der für die Nutzung relevanten aktuellen Gebrauchsliteratur. Dank vieler Bücherzuwendungen und Ankäufen ganzer Sammlungen oder Nachlässe in den Nachkriegsjahren war der Bestandsaufbau so erfolgreich, dass die Bibliothek ihren Nutzerinnen und Nutzern beim Einzug in den Neubau 1964 immerhin wieder knapp 330.000 Bände zur Verfügung stellen konnte.
Der Bestand überschritt 1982 die Millionengrenze und machte bald einen Neubau notwendig. Dieser wurde nach Plänen von Oswald Mathias Ungers in der Erbprinzenstraße erbaut, wo sich die Bibliothek noch heute befindet. 1987 wurde der erste und vier Jahre später der zweite Bauabschnitt bezogen. Seit 3. Mai 2010 ist die Bibliothek montags bis freitags von 9 bis 19 Uhr und samstags von 10 bis 18 Uhr geöffnet. 2023 umfasste der Bestand ca. 2,9 Millionen Medieneinheiten.

### Wichtige Erwerbungen der letzten Jahre

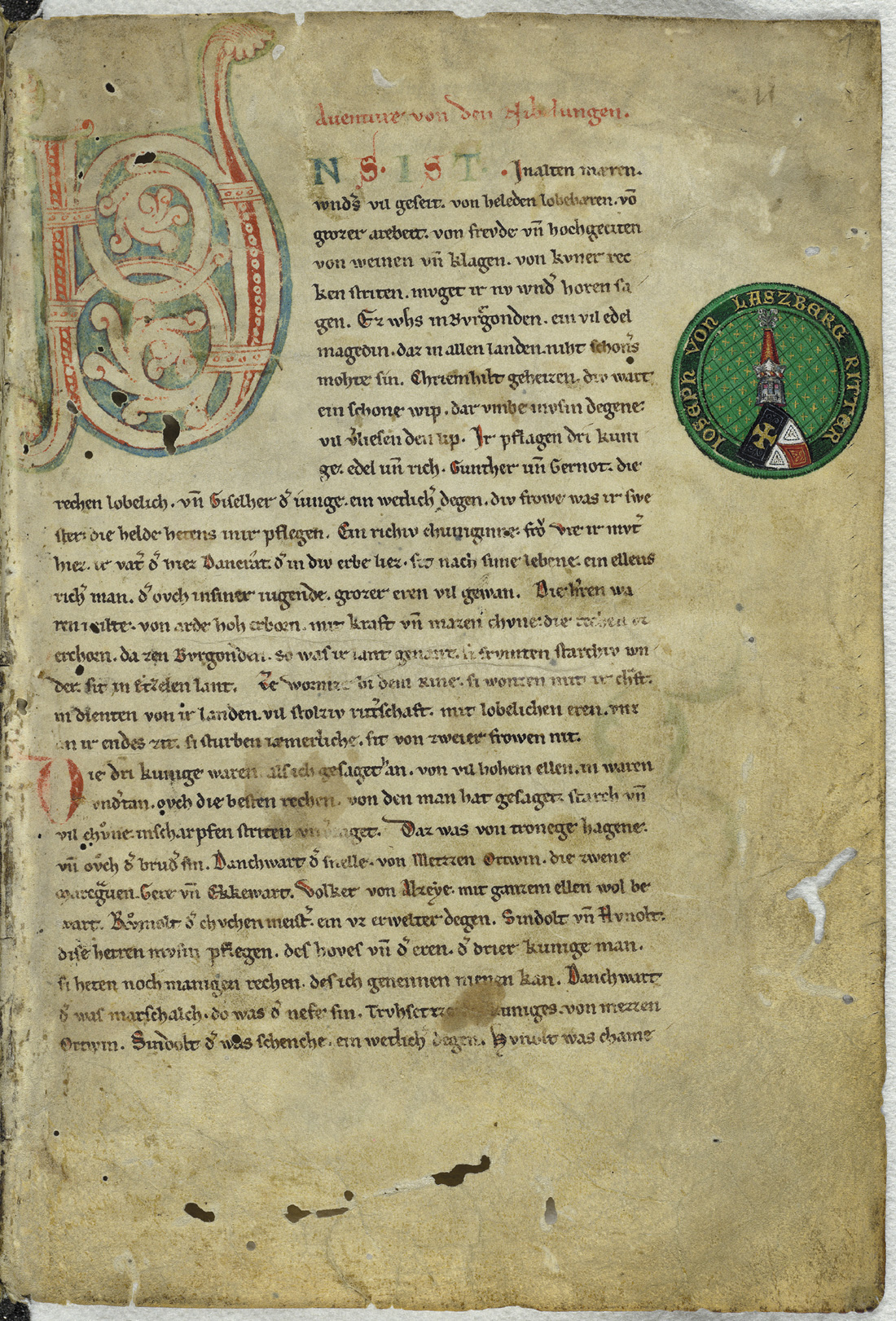
Nibelungen-Handschrift C, Donaueschingen 63, 1r

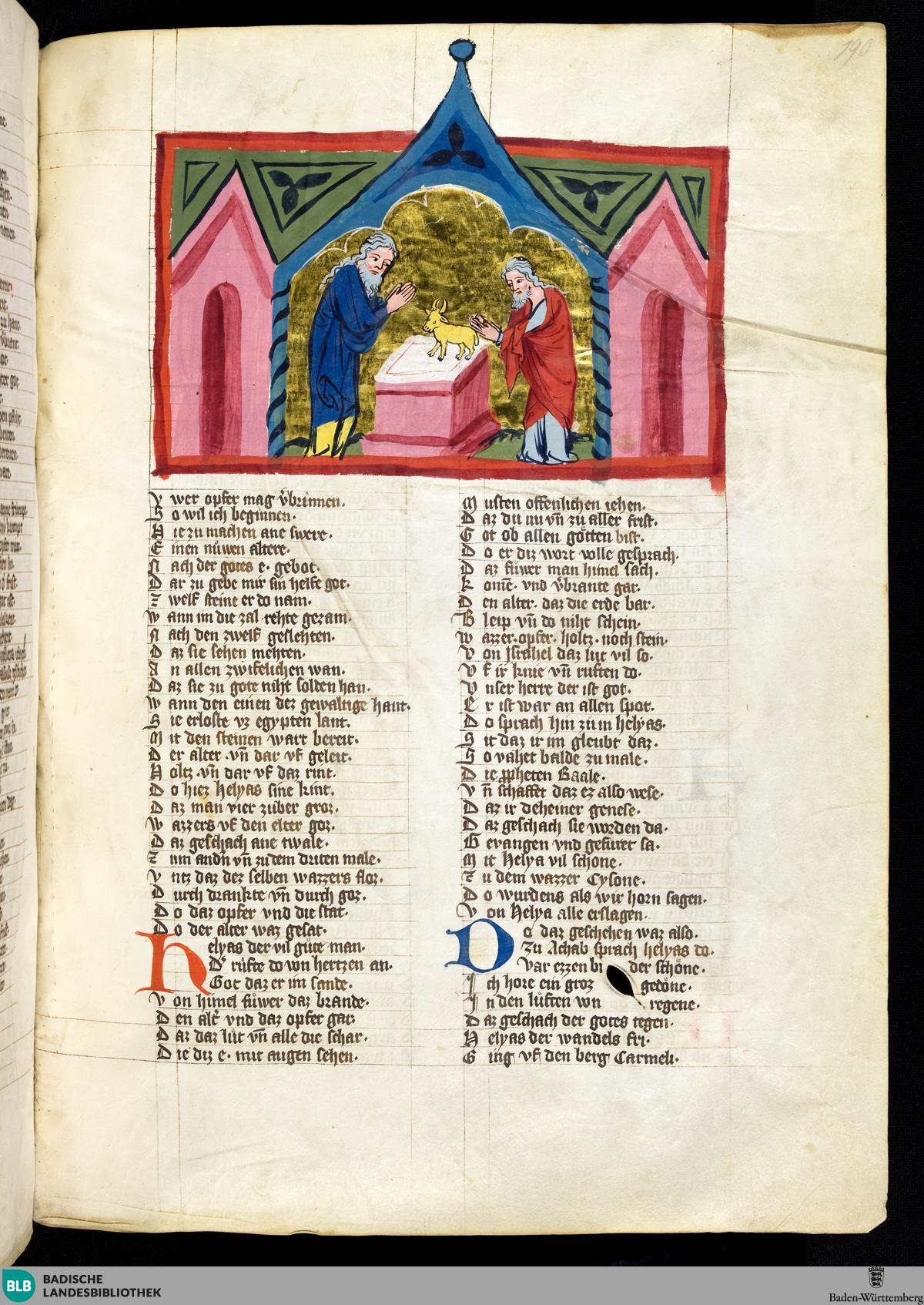
Rudolf von Ems: Weltchronik, um 1365, Cod. Don 79, fol. 190r

Durch die Verkäufe des Hauses Fürstenberg wurden etwa 1225 Handschriften (1993) und Inkunabeln (1994) vom Land Baden-Württemberg erworben und zwischen den Landesbibliotheken in Stuttgart und Karlsruhe aufgeteilt. 1999 wurden Musikalien der Fürstlich Fürstenbergischen Hofbibliothek zu Donaueschingen erworben. Die Landesbank Baden-Württemberg erwarb 2001 aus denselben Beständen die Handschrift C des Nibelungenliedes und stellte sie der Badischen Landesbibliothek als Dauerleihgabe zur Verfügung. Bei der Versteigerung der Schlossbibliothek in Baden-Baden durch das Haus Baden 1995 ging die Schlossbibliothek mit rund 40.000 Bänden in den Besitz der Badischen Landesbibliothek über. Der Erwerb wurde durch private Spenden und die Stiftung Kulturgut Baden-Württemberg, die den überwiegenden Kaufpreis von 2,3 Millionen Mark der insgesamt 2,5 Millionen Mark übernahm, ermöglicht. 2018 wurde mit Unterstützung der Ernst von Siemens Kunststiftung, der Kulturstiftung der Länder, der Beauftragten der Bundesregierung für Kultur und Medien und der Wüstenrot Stiftung die ehemals Donaueschinger Wigalois-Handschrift (Cod. Don. 71) erworben. Mit Unterstützung der Kulturstiftung der Länder und der Wüstenrot Stiftung sowie mit Mitteln des Ministeriums für Wissenschaft, Forschung und Kunst Baden-Württemberg konnte die Badische Landesbibliothek im April 2024 dreißig Briefe bedeutender Zeitgenossen an den Handschriftensammler Joseph von Laßberg (1770–1855) ersteigern.

### Handschriftenstreit 2006 bis 2009
Im Jahr 2006 entwickelte sich ausgehend von der Idee der damaligen Regierung des Landes Baden-Württemberg und der Familie von Baden, mittelalterliche Handschriften der BLB zu veräußern, um mit dem erzielten Erlös die Sanierung von Schloss Salem am Bodensee zu finanzieren, der sog. Handschriftenstreit. Da neben Büchern schließlich auch Kunstwerke zur Disposition standen, weitete er sich bald zu einem Kulturgüterstreit von internationaler Aufmerksamkeit aus. Wissenschaftler und wissenschaftliche Organisationen aus aller Welt reagierten auf dieses Vorhaben mit großer Empörung.
Eine vom Land eingesetzte Expertenkommission legte 2007 ein Gutachten zum Eigentum an badischen Kulturgütern aus der Zeit der Monarchie vor, das den Grundstein für eine Einigung zwischen dem Land Baden-Württemberg und der Familie von Baden legte. Letztere hatte zuvor die Handschriften und weitere Kunstgegenstände als ihr Eigentum deklariert, was sich schließlich als weitgehend unberechtigt herausstellte. Mit dem Ankauf einzelner Stücke durch das Land Baden-Württemberg und mit dem Erwerb großer Teile der Schlossanlage zu Salem konnte der Streit im Jahr 2009 vertraglich beendet werden.

### Direktoren
- 1769–1808: Friedrich Valentin Molter
- 1808–1817: Johann Wilhelm Hemeling
- 1818–1842: Friedrich Molter
- 1843–1872: Johann Christoph Döll
- 1872–1904: Wilhelm Brambach
- 1904–1916: Alfred Theophil Holder
- 1916–1932: Theodor Längin
- 1932–1933: Ferdinand Rieser
- 1934–1935: Karl Preisendanz
- 1936–1955: Friedrich Lautenschlager
- 1955–1974: Franz Anselm Schmitt
- 1974–1979: Elmar Mittler
- 1979–1993: Gerhard Römer
- 1994–2008: Peter Michael Ehrle
- seit 2009: Julia Hiller von Gaertringen[34]

## Bestände

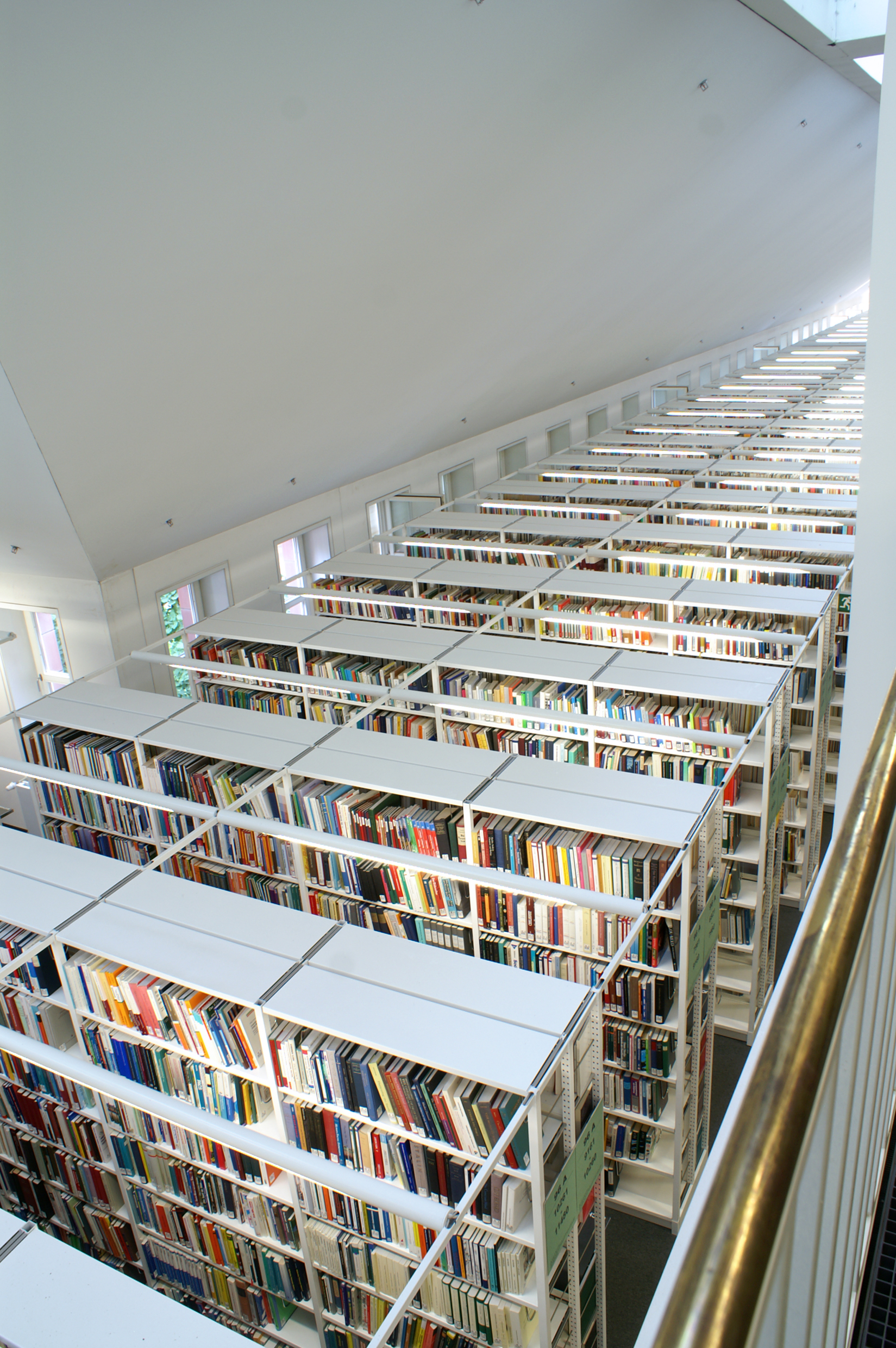
Offenes Magazin der Badischen Landesbibliothek

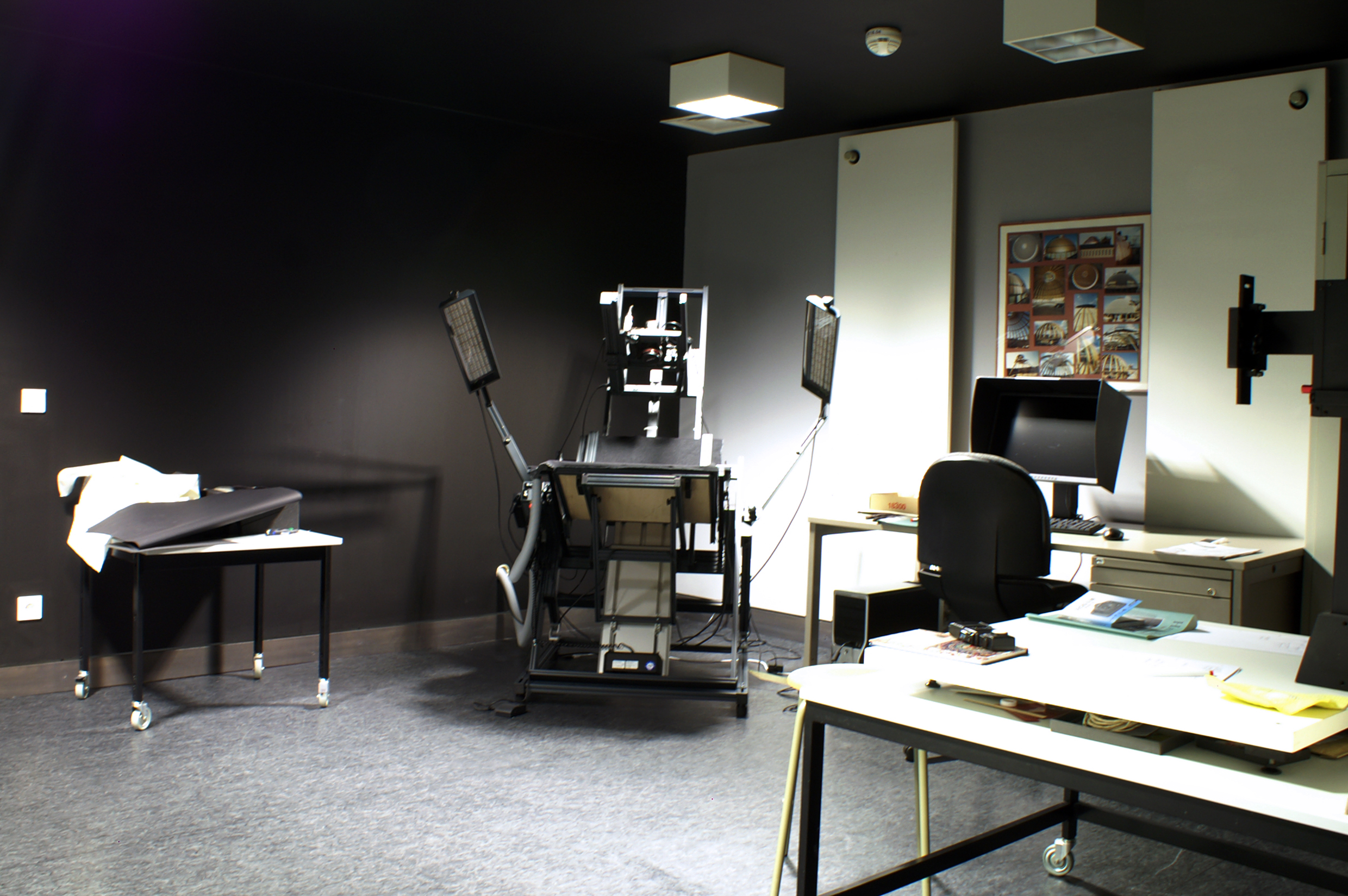
Digitalisierungswerkstatt der Badischen Landesbibliothek

Statistische Angaben zum Bestand der Badischen Landesbibliothek (Stand 2023):
- 2.929.461 konventionelle Medieneinheiten
  - davon 2.415.540, Zeitschriften, Zeitungen (Bände)

Zudem beherbergt die Badische Landesbibliothek umfangreiche historische und Spezialbestände. Sie verteilen sich folgendermaßen (Stand 2023):
- 4.302 Handschriften
- 5.503 Musikhandschriften
- 75.042 Autographen
- 1.369 Inkunabeln
- 54.454 Karten und Pläne
- 72.445 Noten

Seit 2010 digitalisiert die Badische Landesbibliothek Teile ihrer Sonderbestände. Der Schwerpunkt liegt dabei auf den mittelalterlichen Handschriften, den historischen Musikalien sowie Druckschriften, überwiegend Periodika, des 19. Jahrhunderts mit regionalgeschichtlicher Bedeutung. Diese digitalisierten Bestände sind frei zugänglich. Eine regelmäßig wechselnde Auswahl besonders wertvoller Stücke zeigt die Virtuelle Schatzkammer der Badischen Landesbibliothek.

### Handschriften

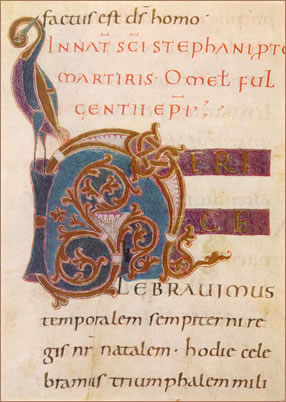
Lektionar Reichenau, 2. Drittel des 10. Jahrhunderts

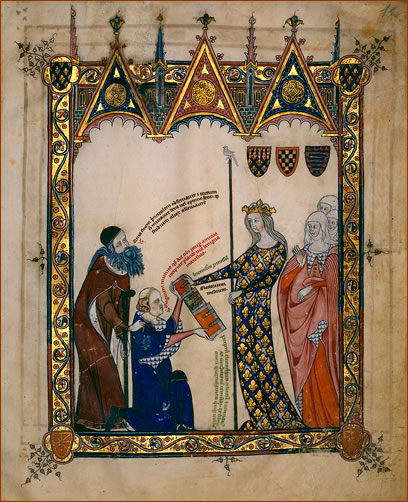
Raimundus Lullus, Thomas le Myésier: Electorium parvum seu breviculum (nach 1321)

Zur Handschriftensammlung gehören neben den Beständen der alten markgräflichen Bibliothek auch durch die Säkularisation in den Besitz der Badischen Landesbibliothek übergegangene Werke der klösterlichen Kultur des Oberrheingebiets. Handschriften aus den Verkäufen des Hauses Fürstenberg erweiterten die Sammlung in den letzten Jahren. Zur alten markgräflichen Bibliothek gehörten u. a. das Stundenbuch des Markgrafen Christoph I. von Baden, das Gebetbuch der Markgräfin Susanna von Brandenburg-Ansbach-Kulmbach, die hebräischen und griechischen Handschriften, die der Humanist Johannes Reuchlin sammelte, sowie orientalische Handschriften, die während der Türkenkriege unter der Herrschaft des Türkenlouis in die Hände badischer Truppen fielen. Zu den bedeutendsten Werken der Kloster- und Stiftbibliotheken zählen die Handschriften des Klosters Reichenau auf der gleichnamigen Insel im Bodensee und spätromanische Prachthandschriften aus dem Hochstift Speyer sowie den Klöstern St. Blasien, St. Georgen und St. Peter im Schwarzwald (u. a. das Breviculum des katalanischen Philosophen Ramon Llull oder das Speyerer Evangelistar). Zu den Handschriften des Hauses Fürstenberg gehört auch die Handschrift C des Nibelungenlieds aus dem Besitz des Joseph Freiherr von Laßberg, die seit 1855 in der Donaueschinger Bibliothek aufbewahrt wurde und sich seit 2001 in der Badischen Landesbibliothek befindet. Seit Ende 2018 gehört auch die Donaueschinger Wigalois-Handschrift (Cod. Don. 71) zum Sammlungsbestand der BLB.
Im Einzelnen finden sich in der Badischen Landesbibliothek Sammlungen aus folgenden Bibliotheken:
- Klosterbibliotheken
  - Reichenau, Benediktiner
  - St. Peter im Schwarzwald, Benediktiner
  - Lichtenthal, Zisterzienser
  - St. Blasien, Benediktiner
  - Kloster St. Georgen, Benediktiner
  - Ettenheimmünster, Benediktiner

- Bischöfliche Bibliotheken
  - Bruchsal, Bibliothek der Speyerer Bischöfe
  - Meersburg, Bibliothek der Konstanzer Bischöfe

- Bibliotheken geistlicher Institutionen
  - Allerheiligen, Prämonstratenser
  - Gengenbach, Benediktiner
  - Günterstal, Zisterzienserinnen
  - Öhningen, Benediktiner beziehungsweise Chorherren
  - Offenburg, Franziskaner
  - St. Märgen, Augustinerchorherren
  - St. Trudpert, Benediktiner
  - Schuttern, Benediktiner
  - Schwarzach, Benediktiner
  - Tennenbach, Zisterzienser
  - Wonnental, Zisterzienserinnen

- Ritterschaftliche Bibliotheken
  - Kraichgau, Ritterkanton, Bibliothek in Heilbronn
  - Ortenau, Ritterkanton, Bibliothek in Offenburg

- Fürstliche Bibliotheken
  - Hofbibliothek der Markgrafen von Baden aus Durlach

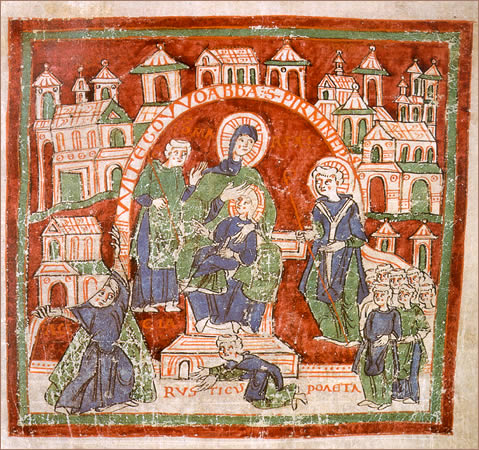
Gesta Witigowonis, Widmungsbild, Reichenauer Handschrift (Cod. Aug. perg. 205, 72r)

  - Hofbibliothek der Markgrafen von Baden-Baden aus Rastatt

### Inkunabelsammlung
Die Inkunabeln in der Badischen Landesbibliothek teilen ihre Herkunft und Geschichte weitgehend mit den Handschriften. Ein kleinerer Teil der Sammlung stammt aus den Zeiten der markgräflichen bzw. großherzoglichen Hofbibliothek, der weit überwiegende Teil aus dem Besitz ehemaliger Klosterbibliotheken, die mit der Säkularisation zu Beginn des 19. Jahrhunderts in die Hofbibliothek nach Karlsruhe gelangten.
Bei der Inkunabelsammlung handelt es sich um den einzigen Teil der heutigen Druckschriftenbestände der Badischen Landesbibliothek, der noch die sachlich gegliederten Vorkriegssignaturen trägt und an diesen erkennbar ist. Anders als die Handschriften waren die Inkunabeln nicht nach Provenienzen, sondern nach Fachgruppen aufgestellt. Nach der Zerstörung der Bibliothek in der Nacht vom 2. auf den 3. September 1942 und mit dem Beginn des Wiederaufbaus wurden auch für die Inkunabelsammlung weitere Werke hinzugekauft. Diese tragen die ab 1942 eingeführten neuen Signaturen mit laufender Nummer, wie auch alle bis heute neu erworbenen Inkunabeln mit Ausnahme der Inkunabeln, die ehemals zur Fürstlich Fürstenbergischen Bibliothek in Donaueschingen gehörten.

### Alte Drucke
Durch die Zerstörungen während des Zweiten Weltkrieges verlor die Badische Landesbibliothek nahezu den gesamten Bestand an Druckschriften. Noch vor dem Kriegsende wurde damit begonnen, die zerstörten Bestände im Bereich der Alten Drucke zu ersetzen. Heute umfasst die Sammlung Alte Drucke der Badischen Landesbibliothek ca. 35.000 Drucke aus der Zeit vor 1800. Ein Schwerpunkt der Sammlung liegt dabei auf älteren Werken mit Bezug zur Landes- und Kulturgeschichte Badens und der angrenzenden Gebiete am Oberrhein. Viele ältere Drucke stammen dabei aus Sammlungen, die von der Badischen Landesbibliothek geschlossen erworben wurden, so u. a.:
- Bibliothek aus dem Neuen Schloss Baden-Baden, erworben 1995
- Schlossbibliothek Bödigheim der Rüdt von Collenberg, erworben 1990
- Bibliothek des Bismarck-Gymnasiums Karlsruhe, erworben 1953, 1958 und 1970
- Grimmelshausen-Sammlung Könnecke-Koschlig, erworben 1981 und 1983
- Alchemie-Bibliothek Alexander von Bernus, erworben 1978
- Italien-Sammlung Klaus G. Frank, erworben 2015
- Bibliothek der Baden-Württembergischen Kommende des Johanniterordens, Depositum 2007 (laufend erweitert)

Hinzu kommen die Alten Drucke aus etlichen Nachlassbibliotheken, Kinderbuchsammlungen und Buchkunstsammlungen.

### Musikalien
Die Musikaliensammlung der Badischen Landesbibliothek gehört zu den größten des Landes Baden-Württemberg. Sie reicht von mittelalterlichen Musikhandschriften säkularisierter Klöster bis zur Hofmusik, die in den badischen Residenzen Karlsruhe, Rastatt, Baden-Baden und Donaueschingen gesammelt wurde. Ergänzt wird der Bestand durch zahlreiche Nachlässe von Komponisten und Musikern, die über die regionale Musikgeschichte hinaus von großem Stellenwert sind.
Im Einzelnen besitzt die Badische Landesbibliothek Musikalien folgender Herkunft:
- Hofbibliothek Karlsruhe
- Fürstlich Fürstenbergische Hofbibliothek Donaueschingen
- Schlossbibliothek Baden-Baden

Ein großer Teil der in der Badischen Landesbibliothek vorhandenen Musikhandschriften ist über das Internationale Quellenlexikon der Musik (Répertoire International des Sources Musicales) zu finden.

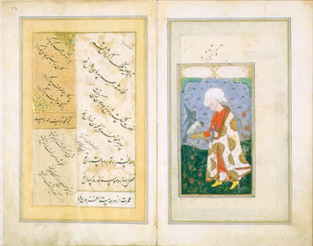
Osmanische Weltgeschichte mit Porträts, Bagdad um 1595–1597 (Cod. Rastatt 201)

### Nachlässe
Unter den über 200 Nachlässen und Teilnachlässen befinden sich die einiger bedeutender Persönlichkeiten Badens, vor allem Literaten und Musiker, darunter u. a.:
- Reinhold Schneider (1903–1958)
- Johann Peter Hebel (1760–1826)
- Alfred Mombert (1872–1942)
- Margarete Schweikert (1887–1957)
- Clara Faisst (1872–1948)
- Joseph Freiherr von Laßberg (1770–1855)
- Joseph Victor von Scheffel (1826–1886)
- Emil Strauß (1866–1960)
- Luise Adolpha Le Beau (1850–1927)
- Johann Melchior Molter (1696–1765)
- Edwin Carl Roedder (1873–1945)
- Hans Thoma (1839–1924)
- Hermine Villinger (1849–1917)
- Leopold Ziegler (1881–1958)

Auch einige Gelehrtennachlässe werden in der Badischen Landesbibliothek verwahrt, so von Alexander von Bernus und Gerhart Baumann. Sie zeichnen sich durch Korrespondenz mit wichtigen Personen der deutschen Literatur aus. Auf diese Weise gelangten autographe Briefe von Paul Celan, Elias Canetti, Martin Heidegger, Marie-Luise Kaschnitz und anderen in den Bestand der Badischen Landesbibliothek.

### Sammlung historischer Karten

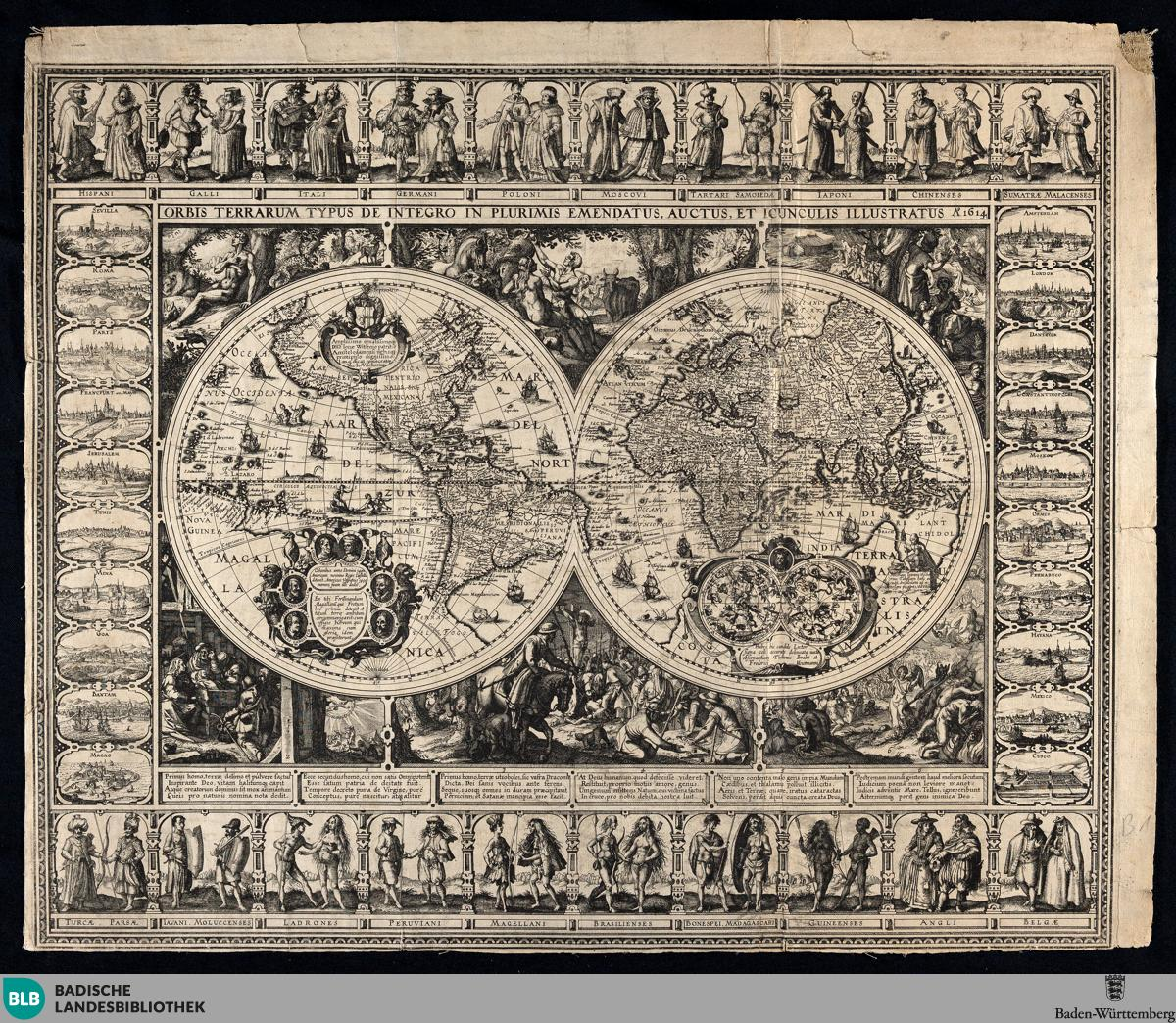
Orbis terrarum typus de integre in plurimis emedatus, auctus et icunculis illustratus, 17. Jahrhundert

Die Badische Landesbibliothek besitzt einen großen Bestand an kartographischen Materialien, u. a. eine umfangreiche Sammlung historischer Karten. Darin finden sich wichtige Werke der historischen Kartographie insbesondere zu Baden-Württemberg und dem Oberrheingebiet. Der zeitliche Schwerpunkt der Kartensammlung liegt auf dem 18. Jahrhundert. Aus dieser Zeit finden sich viele Karten südwestdeutscher Herstellung, darunter auch mehrblättrige Wandkarten. Aus der Zeit um 1600 stammt ebenfalls eine größere Zahl von Karten, darunter Rara wie seltene Rheinkarten oder ornamentale Karten als Einblattdrucke, oft aus niederländischen Verlagen. Zu der Sammlung gehört u. a. das einzige heute noch bekannte Exemplar von Martin Helwigs Schlesienkarte in der Erstausgabe von 1561.

### Baden-Württemberg

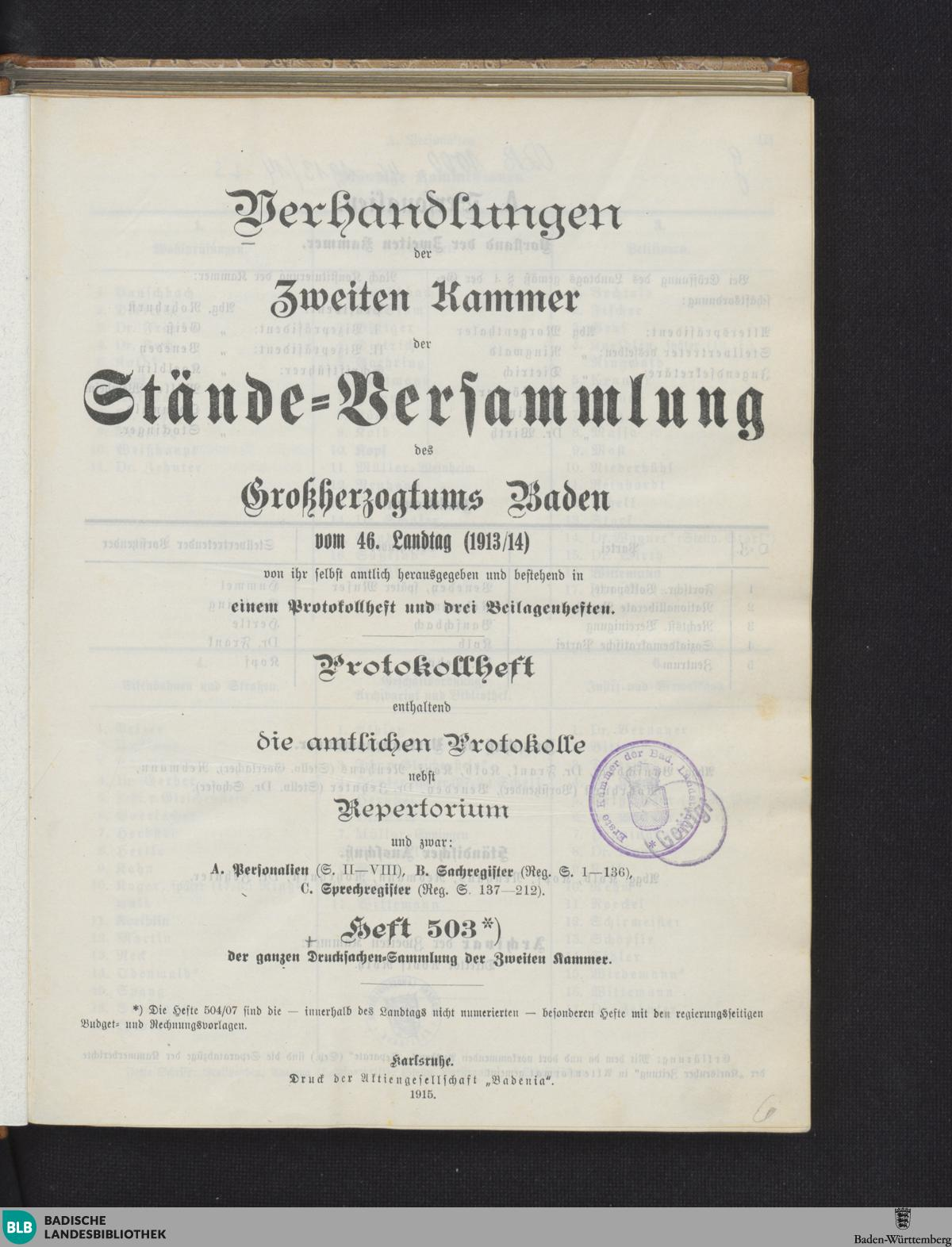
Protokolle der Badischen Ständeversammlung, 2. Kammer, 1889/90

Zum regionalen Bestand der Badischen Landesbibliothek zählen aus früheren Jahrhunderten überlieferte Werke, die entweder schon vor dem Zweiten Weltkrieg vorhanden waren oder nach 1945 antiquarisch erworben werden konnten, sowie sämtliche Neuerscheinungen des internationalen Buchmarktes, die sich wegen ihres inhaltlichen Bezugs zum Land Baden-Württemberg mit dem Erwerbungsprofil der Badischen Landesbibliothek decken. Eine weitere entscheidende Gruppe bilden jene Medien, die aufgrund des Pflichtexemplargesetzes zur dauerhaften Archivierung in die Badischen Landesbibliothek gelangen.
Die Badische Landesbibliothek ist als Regionalbibliothek in besonderem Maße dem Auftrag verpflichtet, der Allgemeinheit und der Forschung die grundlegende Literatur für die Beschäftigung mit dem Land Baden-Württemberg und seiner Geschichte zur Verfügung zu stellen. Wichtige regionale Literatur und Quellen werden daher von der Badischen Landesbibliothek digitalisiert, wobei ein Großteil der landeskundlich relevanten Digitalisate via OCR-Texterkennung im Volltext recherchierbar gemacht wurde, so u. a. die Protokolle der Badischen Ständeversammlung, die Karlsruher Adressbücher, die Badischen Amtsblätter, die Bibliographie der badischen Geschichte und die Karlsruher Theaterzettel.

## Gebäude

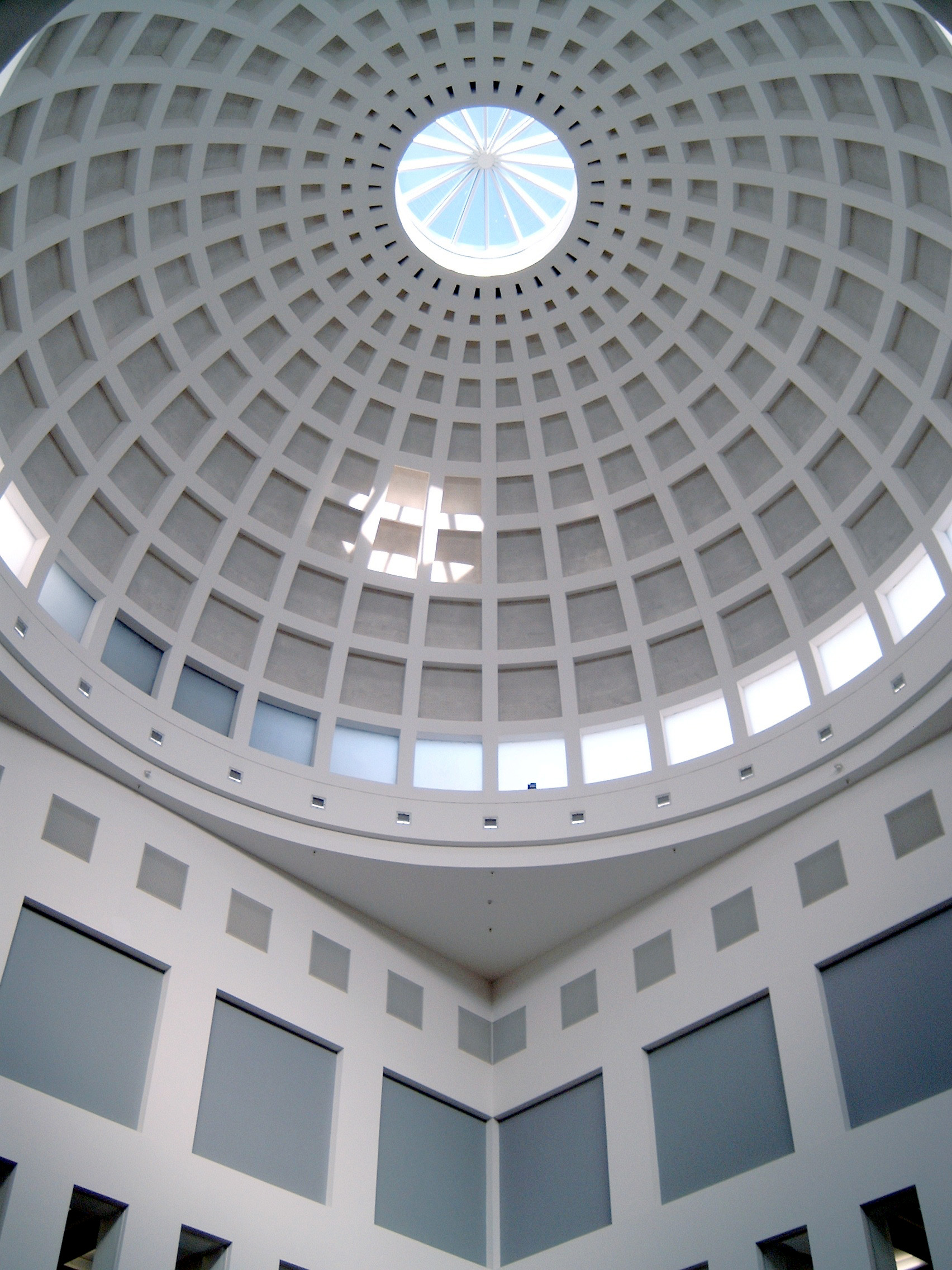
Kuppel im Lesesaal

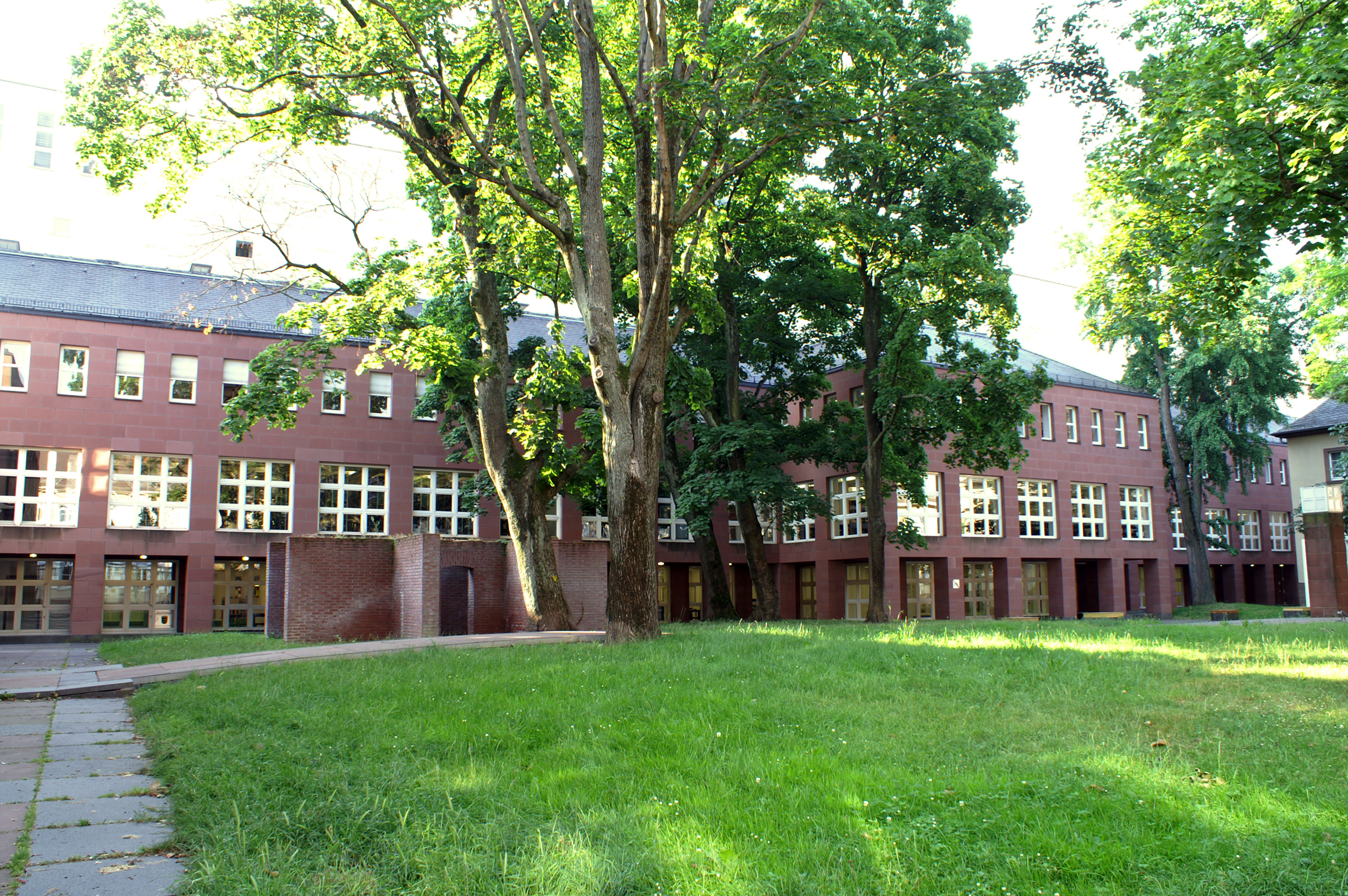
Badische Landesbibliothek

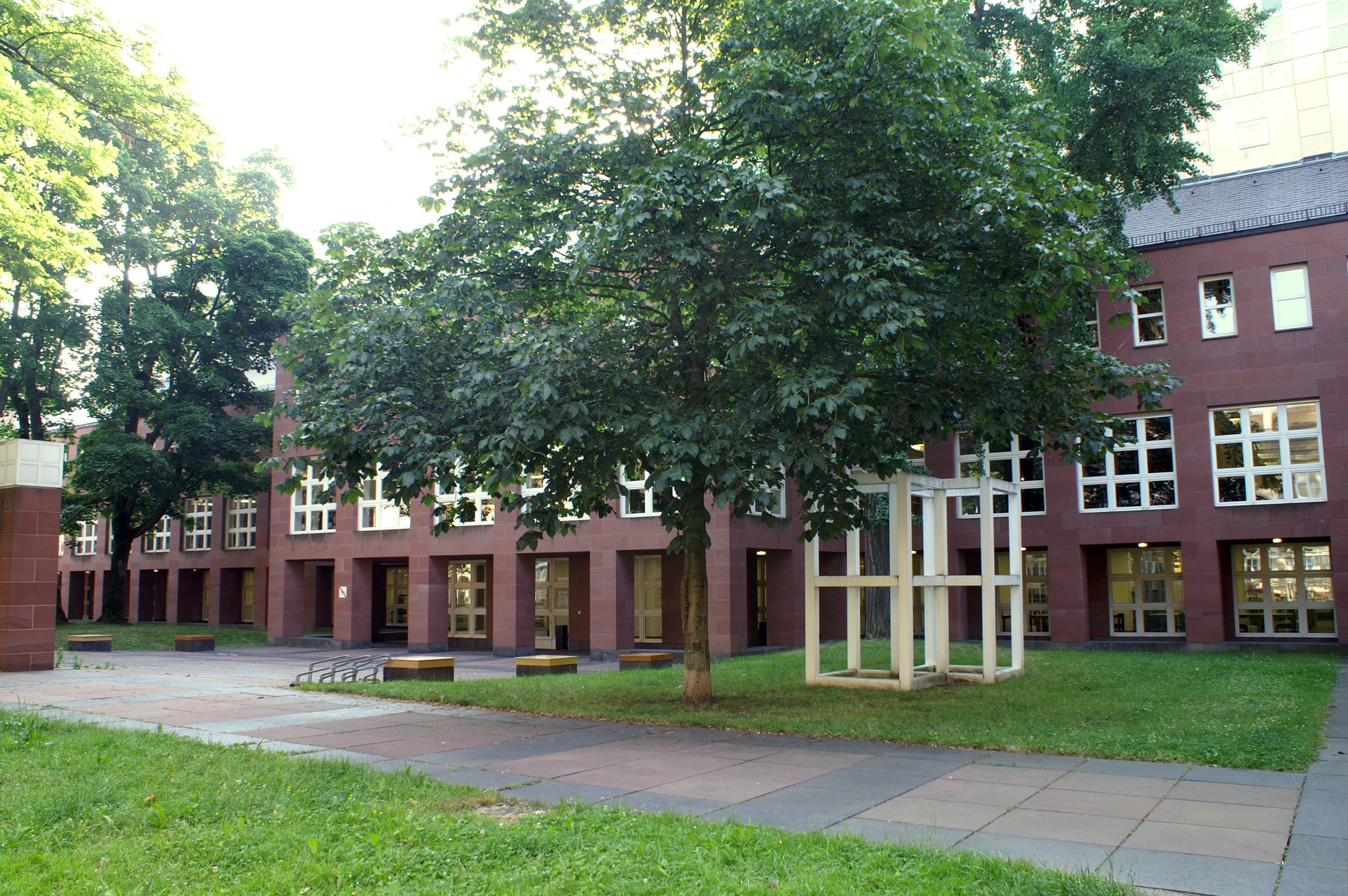
Badische Landesbibliothek, Skulpturengarten

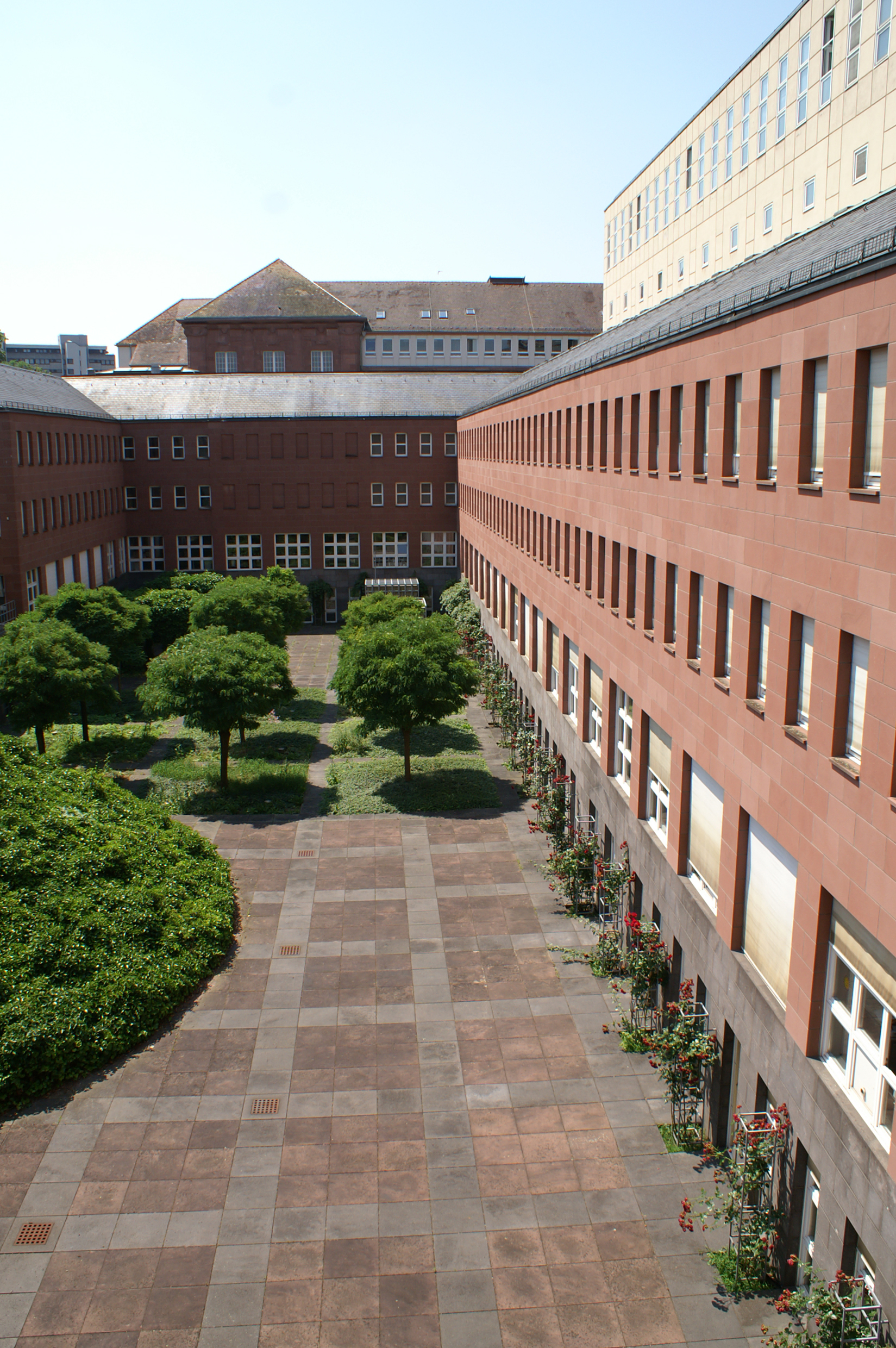
Innenhof der Badischen Landesbibliothek

Das Ensemble der Badischen Landesbibliothek nach dem Entwurf des Kölner Architekten Oswald Mathias Ungers (1926–2007) wurde im Jahr 1991 fertiggestellt. Von Ungers selbst als eine „Hommage an das klassizistische Erbe der Stadt Karlsruhe und im Besonderen an die architektonische Sprache Friedrich Weinbrenners“ bezeichnet, wurde es damals wie heute in seiner geometrischen Formstrenge und Rationalität als Baukunstwerk von zeitloser Klarheit gerühmt. Seit 2016 steht es unter Denkmalschutz. Die Grundsteinlegung für den zweiten Neubau der BLB in der Nachkriegszeit erfolgte am 9. Dezember 1983. Am 18. August 1987 wurde ein erster Bauabschnitt bezogen. Mit der Fertigstellung des zweiten Abschnittes am 9. September 1991 war der Bibliotheksneubau in der Erbprinzenstraße 15 vollendet und wurde im Folgejahr eingeweiht.

### Karlsruher Schloss
Zum Zeitpunkt der Stadtgründung Karlsruhes 1715 war die markgräfliche Hofbibliothek bereits 200 Jahre alt. Als erster Unterbringungsort in der neuen Residenz diente ihr ab 1765 ein gerade fertiggestelltes Nebengebäude des Karlsruher Schlosses. Dorthin wurden die bis dahin in der Karlsburg in Durlach aufgestellten Bücher überführt; 1771 kamen die Bände aus der Bibliothek der Markgrafen in Baden-Baden hinzu.

### Sammlungsgebäude am Friedrichsplatz
1873 zog die inzwischen auf 122.486 Bände angewachsene Großherzogliche Hof- und Landesbibliothek in das Sammlungsgebäude am Friedrichsplatz um. Dieses Gebäude hatte Großherzog Friedrich I. von Baden (1826–1907) erbauen lassen, um seine verschiedenen Sammlungen der Öffentlichkeit zugänglich zu machen. Architekt des zwischen 1866 und 1873 im Stil der italienischen Renaissance errichteten Neubaus war der Karlsruher Oberbaurat Karl Joseph Berckmüller (1800–1879), ein Schüler des Stadtbaumeisters Friedrich Weinbrenner. In diesem Gebäude nutzte die Landesbibliothek das gesamte Obergeschoss. Die Büchermagazine waren moderne selbsttragende Regalkonstruktionen, die eine optimale Raumausnutzung garantierten. Die Lese- und Verwaltungsräume lagen im mittleren Gebäudetrakt auf der rückwärtigen Seite, dem Nymphengarten zugewandt. Das Gebäude war mit zwei Fahrstühlen ausgestattet. Schon bald nach dem Einzug gerieten die stetig wachsenden musealen und bibliothekarischen Sammlungen in Platznot. Die Sammlungen für Altertums- und Völkerkunde zogen mit der Gründung des Badischen Landesmuseums 1919 zurück ins Karlsruher Schloss. Fortan teilte sich die BLB das Gebäude mit dem Naturkundemuseum.

### Ohne eigenes Haus
Nach der Zerstörung der Badischen Landesbibliothek im Sammlungsgebäude am Friedrichsplatz in der Nacht vom 2. auf den 3. September 1942 zog die Bibliotheksverwaltung zunächst in die Räume des Evangelischen Oberkirchenrats in der Blumenstraße, ab Juli 1943 befand sie sich im Ständehaus an der Ritterstraße. Nachdem auch das Ständehaus ausgebombt war, zog sie wieder zurück in das Sammlungsgebäude und verbrachte die Zeit bis Kriegsende im Keller des Ostflügels. Die wenigen aus den Kellern evakuierten Bestandsreste und die zum Wiederaufbau neu beschafften Bestände wurden zunächst an Auslagerungsorte verbracht. Bis April 1947 wurden sie nach Karlsruhe zurückgeholt und erst einmal im nordwestlichen Magazinflügel des Generallandesarchivs aufgestellt. Ab Januar 1950 konnte die BLB im Magazintrakt des Generallandesarchivs wieder für die Benutzung geöffnet werden. Dieses Nachkriegsprovisorium dauerte fünfzehn Jahre an. Erst im Dezember 1964 konnte ein eigener Bibliotheksneubau im Nymphengarten bezogen werden.

### Pavillon im Nymphengarten
Im Juni 1955 beschloss der Landtag von Baden-Württemberg, die Mittel für einen eigenständigen Neubau der Badischen Landesbibliothek am Friedrichsplatz bereitzustellen. Zunächst wurde ab 1958 der Westflügel des Sammlungsgebäudes instand gesetzt; hier wurde auf sechs Etagen eine selbsttragende Stahlregalkonstruktion mit Zwischenböden errichtet, die als Büchermagazin Platz für ca. 500.000 Bände schuf. Auch die Handschriftenabteilung und die Werkstätten konnten hier untergebracht werden. Für die Benutzungs- und Verwaltungsbereiche gestaltete die Staatliche Hochbauverwaltung nach Service-Gesichtspunkten einen dem Magazingebäude benachbarten Pavillon. 1964 wurde dieser dringend benötigte Bibliotheksneubau am Nymphengarten fertiggestellt. Erstmals in der Geschichte des Hauses bot er auch eine separate Ausstellungsfläche: Direktor Franz Anselm Schmitt (1908–1978) eröffnete ihn mit einer Ausstellung zur mittelalterlichen Buchmalerei. Auch der Pavillon steht heute unter Denkmalschutz. Die nun wieder zentrale Lage der Bibliothek im Stadtzentrum sorgte für einen rasanten Anstieg der Nutzung, dem der Pavillon nicht gewachsen war. Durch die Neuregelung des Pflichtexemplargesetzes im Jahr 1976, den dadurch stark erhöhten jährlichen Bestandszuwachs und den damit einhergehenden Personalaufwuchs stellte sich dieser erste Neubau der BLB schon im Lauf der 1970er Jahre als zu klein heraus. 1982 wurde die Millionengrenze der in der BLB vorhandenen Medien überschritten. 1991 zog die BLB aus dem Pavillon aus und überließ ihn dem Staatlichen Museum für Naturkunde als Verwaltungsgebäude. Das Büchermagazin im Westflügel des ehemaligen Sammlungsgebäudes wurde erst beim Bezug eines neuen Außenmagazins im November 2013 geräumt.

### Plan für einen Erweiterungsbau
Elmar Mittler (geb. 1940), seit 1974 Leitender Direktor der Badischen Landesbibliothek, forcierte schon zehn Jahre nach dem Einzug in den Pavillon das Vorhaben eines Erweiterungsbaus für die Badische Landesbibliothek auf der dem Büchermagazin an der Ritterstraße gegenüberliegenden Fläche. Hier befand sich seit 1944 eine Brache, die als Parkplatz genutzt wurde. Die beiden Vorgängergebäude, das 1804 errichtete sogenannte Fürstenbergische Palais, ab 1918 badisches Finanzministerium und nach 1933 von der Wehrmacht genutzt, und das 1857 erbaute badische Außenministerium, später Staatsministerium und ab 1933 Amtssitz des Reichsstatthalters in Baden Robert Wagner, waren 1944 durch Luftangriffe vollständig zerstört worden. Das Land Baden-Württemberg lobte 1979 einen mehrstufigen Architektenwettbewerb für den zweiten Neubau der BLB in der Nachkriegszeit aus. An diesem nahmen neben zahlreichen Kandidaten aus Baden-Württemberg auch internationale Wettbewerber wie Rob Krier (1938–2023) und Gustav Peichl (1928–2019) aus Wien, Gottfried Böhm (1920–2021) aus Aachen sowie Aldo Rossi (1931–1997) aus Mailand teil. Insgesamt gingen 22 Entwürfe ein. Gewinner war der Kölner Architekt Oswald Mathias Ungers (1926–2007), dessen Entwurf die Jury wegen seiner deutlichen Bezugnahme auf den historischen Grundriss der Stadt Karlsruhe und die kleinmaßstäblich, vorwiegend klassizistische Bausubstanz der Umgebung überzeugte. Seit der Fertigstellung des Gebäudes 1991 ist die BLB an ihrem heutigen Standort in der Erbprinzenstraße untergebracht. Das ein Jahr später fertiggestellte Torgebäude, das seit 2012 das Wissenstor beherbergt, zitiert das 1872 wegen Baufälligkeit abgerissene Ettlinger Tor, ebenfalls einen Bau von Friedrich Weinbrenner (1766–1826). Das Tor trennt den Skulpturengarten von der Erbprinzenstraße.

### Ungers-Bau an der Erbprinzenstraße
Mit 14.000 m² Hauptnutzfläche wurde das neue Bibliotheksgebäude am 17. Januar 1992 eingeweiht. In der Festschrift zum Neubau schrieb der Architekt: „In einer architektonisch und gestalterisch so eindeutig definierten Stadt wie Karlsruhe liegt der Gedanke nahe, ein Gebäude zu entwerfen, das die Vergangenheit seiner eigenen Geschichte vorwegnimmt, ein Gebäude also, das aussieht, als wenn es immer schon dagewesen wäre […] und das weder zeitgeschichtlich noch formal einzuordnen wäre.“ Ein wesentliches Merkmal des Gebäude-Ensembles ist seine Integration in die klassizistisch geprägte Architektur der direkten Umgebung. Sie bestimmt den Maßstab und die Formensprache des Gebäudes. So ist der Bibliotheksbau mit Kuppel und Giebel der BLB direkt bezogen auf die gegenüberliegende, 1814 geweihte katholische Stadtkirche St. Stephan des Karlsruher Architekten Friedrich Weinbrenner (1766–1826). Er übernimmt deren einzelne Elemente – Kuppel, Giebel, Portikus, Arkade – in veränderter Anordnung in die neue Komposition eines geschlossenen Blocks mit Innenhof. Ziel war es, das Bibliotheksgebäude so zu gestalten, dass nicht nur der Neubau Bestandteil seiner Umgebung, sondern umgekehrt auch die Umgebung Teil der Bibliothek würde. Das Bibliotheksgebäude besteht aus einer äußeren Schale und einem inneren Kern, die als zwei selbstständige Baukörper gestaltet sind. Die mit rotem Sandstein verkleidete und schiefergedeckte Schale beherbergt die offenen Magazine und die Verwaltungsbereiche. Der Kern, der sich aus der Schale erhebt, hat einen gelben Verputz und eine Kupferdeckung und birgt das geschlossene Magazin. Das durchgängige und unübersehbare Gestaltungselement der BLB ist das Quadrat. Als zentrales Element zieht sich das Quadrat in einem Dreimeter-Raster durch die BLB und liegt der gesamten Architektur zu Grunde. Im Zentrum des Gebäudekerns liegt der Lesesaal als ein mehrgeschossiger Pantheonraum auf quadratischem Grundriss. Die Verbindung von Kubus und Halbkugel als geometrischen Grundelementen übersteigert den Saal ins Archetypische. Nach dem Willen des Architekten manifestiert sich in der auratischen Überhöhung des Raums „der universale Geist des menschlichen Denkens und Wissens“, der Kuppellesesaal „soll Beständigkeit, Dauer, Kontinuität und enzyklopädische Gesamtheit ausstrahlen und vermitteln“. Das durch Wassereintrag und mangelnden Sonnenschutz inzwischen stark geschädigte Gebäude wird seit Sommer 2017 saniert.